# Фретеуцій-Векі (комуна)
Фретеуцій-Векі (рум. Frătăuții Vechi) — комуна у повіті Сучава в Румунії. До складу комуни входять такі села (дані про населення за 2002 рік):
- Менеуць (1950 осіб)
- Фретеуцій-Векі (2688 осіб) — адміністративний центр комуни

Комуна розташована на відстані 386 км на північ від Бухареста, 40 км на північний захід від Сучави.

## Населення
За даними перепису населення 2002 року у комуні проживали 4638 осіб. Усі жителі комуни рідною мовою назвали румунську.
Національний склад населення комуни:
| Національність | Кількість осіб | Відсоток |
| -------------- | -------------- | -------- |
| румуни         | 4637           | > 99,9%  |
| євреї          | 1              | < 0,1%   |

Склад населення комуни за віросповіданням:
| Релігія            | Кількість осіб | Відсоток |
| ------------------ | -------------- | -------- |
| православні        | 3362           | 72,5%    |
| п'ятдесятники      | 958            | 20,7%    |
| не релігійні       | 21             | 0,5%     |
| адвентисти         | 6              | 0,1%     |
| бретрени           | 3              | 0,1%     |
| не вказали релігію | 5              | 0,1%     |